# Werrabronn

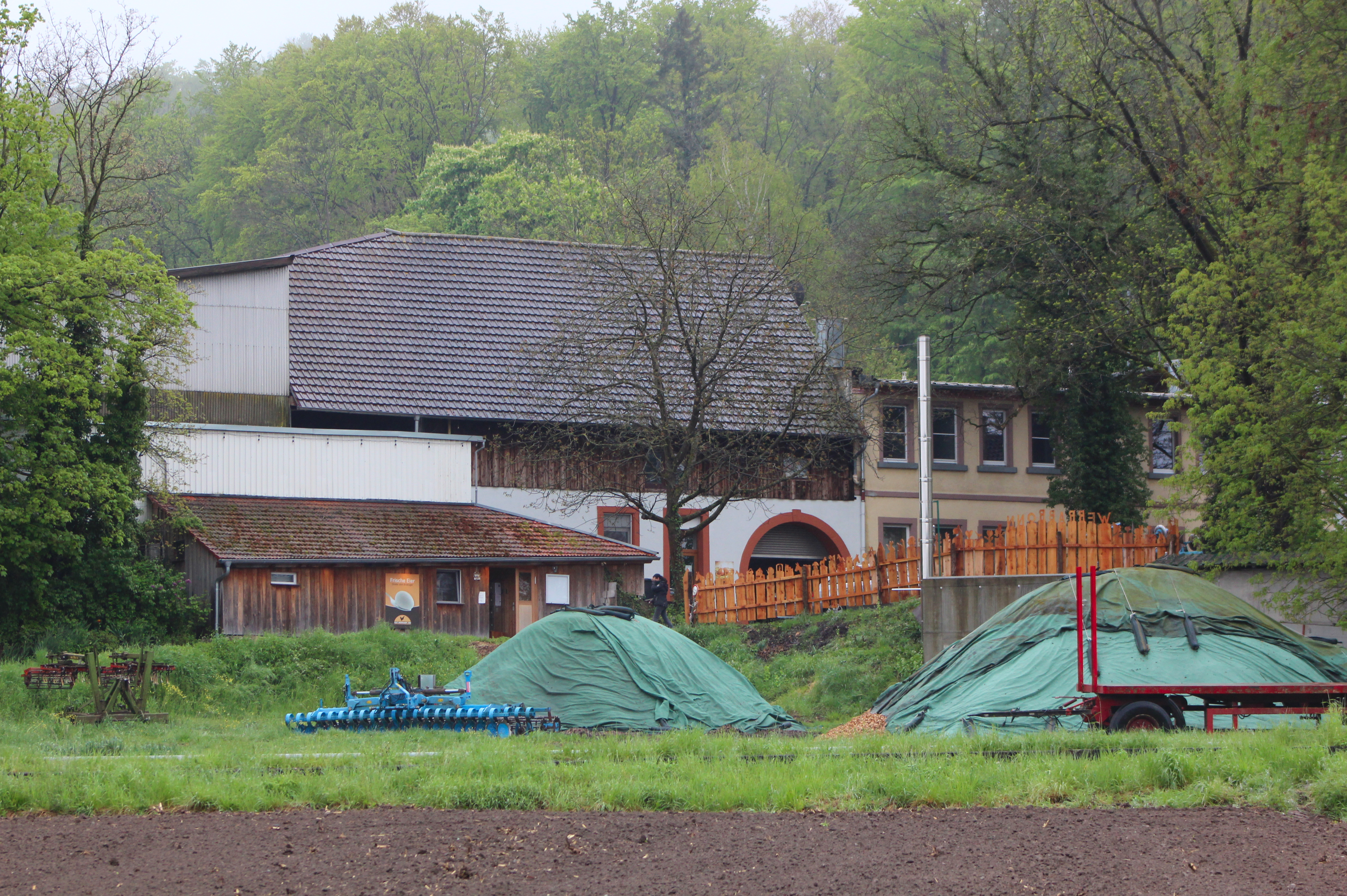
Der Weiler Werrabronn

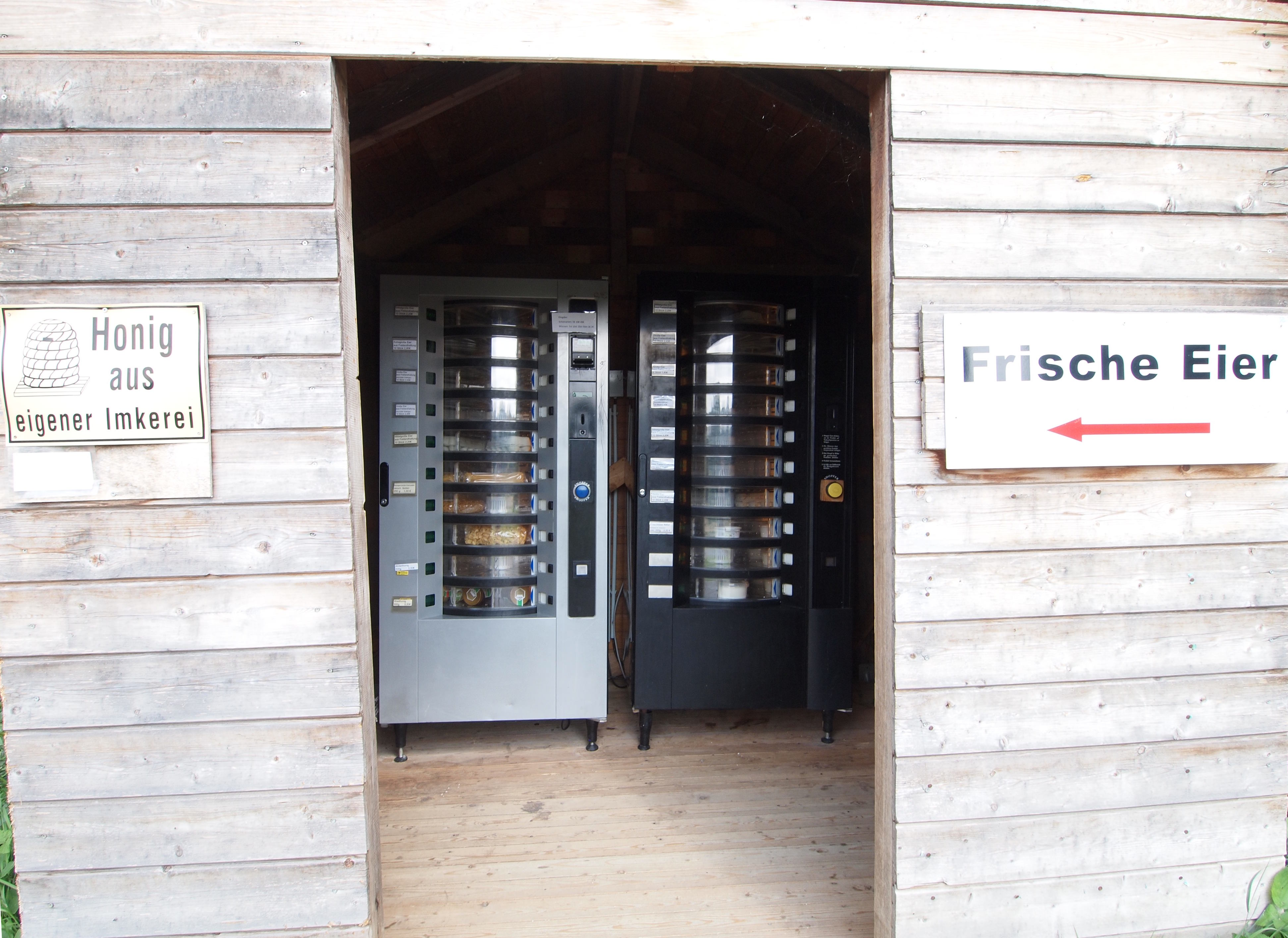
Verkaufsautomat für Eier in Werrabronn

Werrabronn ist ein Weiler in den beiden Gemeinden Weingarten und Karlsruhe.

## Lage
Werrabronn liegt circa 2,5 Kilometer südlich von Weingarten und etwa fünf Kilometer nördlich von Grötzingen, einem Karlsruher Stadtteil. Westlich verläuft in direkter Nachbarschaft die Bundesstraße 3. Durch Werrabronn verläuft die Gemarkungslinie von Weingarten und Karlsruhe.

## Geschichte
In der Grenzbeschreibung von 1486 und auch 1540 wird Werrabronn, damals noch als Werren bezeichnet, erwähnt. Bedeutung erlangte es dadurch, dass bis 1803 dort Auslandszoll erhoben wurde. Durch Werrabronn verlief die Grenzlinie der Markgrafschaft Baden-Durlach und der Kurpfalz – Weingarten war damals kurpfälzisch, Grötzingen gehörte zur Markgrafschaft Baden-Durlach. Bis 1780 war an der Stelle ein Zollhaus, das jedoch abgebrochen wurde. 1728 gab Markgraf Karl den Auftrag die Werrenquelle in Werrabronn für die Wasserversorgung des Markgräflichen Schlosses in Karlsruhe zu nutzen und beauftragte Christoph Hecker von Hochdorf mit der Arbeit. Die Wasserleitung ging tatsächlich auch in Betrieb, wurde aber schon kurze Zeit später wieder abgerissen. Beim Bau des Karlsruher Schloss wurde teilweise natürlicher Kalktuff aus Werrabronn als Baumaterial benutzt. Ab 1728 stellten Müller sowohl aus Weingarten als auch aus Grötzingen Anträge das Wasser der Quelle zu nutzen und eine Mühle zu errichten, die jedoch bis 1833 negativ beschieden wurden. Im Jahr 1833 wurde der Bau einer Mühle genehmigt, sodass im Jahr 1835 die Werrenmühle auf dem Weingartner Teil die Arbeit aufnahm.
Nachdem die Werrenmühle ihren Betrieb einstellte, wechselte sie mehrmals den Besitzer, bis die Gemeinde Weingarten Interesse an dem einsamen Haus fand. Weingarten beabsichtigte die Quelle zur Trinkwasserversorgung zu nutzen, konnte dies aber erst nicht umsetzten, da die Werrenmühle auf Weingartner, die Quelle jedoch auf Grötzinger Seite lag und musste die Quelle 1906 für 9000 Mark von Grötzingen kaufen. Weingarten verkaufte die Werrenmühle wieder, eine Zeitlang wurde darin eine Gaststätte betrieben, bis dann nach dem Ersten Weltkrieg daraus ein Bauernhof mit Kinder- und Erholungsheim wurde. Die Gebäude auf Grötzinger Seite wurden nach dem Ersten Weltkrieg an eine Gärtnerei verpachtet. Bis 1986 wurde die Trinkwasserversorgung von Weingarten teilweise durch die Quelle in Werrabronn erbracht, musst dann jedoch wegen festgestellten Verunreinigungen vom Netz genommen werden.

## Heute
Heute läuft die Gemarkungslinie zwischen Weingarten und der Stadt Karlsruhe durch den Wohnplatz. Von den beiden bestehenden Gebäudekomplexen steht jeweils einer auf der Gemarkung der Gemeinde Weingarten und ist damit Teil des Landkreises Karlsruhe und einer auf der Gemarkung der Stadt Karlsruhe, also Teil des Stadtkreises Karlsruhe. Auf der Gemarkung Weingarten steht das Gut Werrabronn, ein landwirtschaftlicher Betrieb, der in vierter Generation von einer Familie bewirtschaftet wird. Gegenüber und damit im Stadtkreis Karlsruhe liegt ein Steinmetzbetrieb. Beide Betriebe führen die Adresse Werrabronn in 76356 Weingarten.